# Peugeot 301 (2012)
Peugeot 301 — субкомпактный автомобиль, выпускающийся концерном PSA Peugeot Citroën с 2012 года. О намерениях выпустить автомобиль низкой ценовой категории компания впервые высказалась в январе 2012 года. Спустя 4 месяца, в мае, были опубликованы фотографии седана, а также немного информации о двигателях и размерах. Затем, на Парижском автосалоне этого-же года автомобиль был впервые представлен, а продажи начались в ноябре 2012 года, сначала в Турции, а после и в Азии, Латинской Америке и Восточной Европе. В Западной Европе, как и ожидалось, автомобиль продаваться не будет.
Вместе с 301 поменялась концепция называния моделей Peugeot: ноль в середине по прежнему будет обозначать гражданские версии автомобилей, первая цифра — класс/размер автомобиля, а последняя — престижность автомобиля. Таким образом, автомобили Пежо больше не будут менять название в связи с выходом нового поколения.

## Технические характеристики
Автомобиль имеет на выбор 3 двигателя: два бензиновых «атмосферника» объёмом 1,2 (трёхцилиндровый) и 1,6 (четырёхцилиндровый) литра, и 1,6-литровый турбодизель. Агрегатируются они с 5-ступенчатой механикой или 4-скоростным автоматом.
- Размерность колёс — 185/65R15, 195/55R16
- Передняя подвеска — независимая, пружинная, типа MacPherson, стабилизатор поперечной устойчивости
- Задняя подвеска — полунезависимая балка, пружинная, стабилизатор поперечной устойчивости
- Рулевое управление — шестерня-рейка с электроусилителем
- Диаметр разворота — 10,7
- Передние тормоза — дисковые, вентилируемые
- Задние тормоза — барабанные

## Оснащение
Автомобиль имеет 3 комплектации - базовая Access, средняя Active и высшая Allure. В базовой комплектации 301 имеет электростеклоподъёмники передних дверей, электрическую регулировку зеркал, однако лишён подлокотников, задних кармашков на дверях, в салоне жёсткий пластик, а 15-дюймовые диски - штампованные. В высшей комплектации автомобиль оснащается 16-дюймовыми дисками, аудиосистемой с управлением на руле, парктроником, обогревом зеркал и сидений и тд.
Максимальная комплектация отличается от средней лишь наличием 16-дюймовых легкосплавных дисков, аудиосистемой и отделкой кузова хромированными элементами
Из атрибутов безопасности 301 будет иметь системы АБС, ESP, системы помощи при экстренном торможении, 2 фронтальные подушки безопасности в базовой исполнении, а в более высоких появляются и 2 боковые (опционально).
Из плюсов в автомобиле отмечают просторный салон и багажник, складывающиеся задние сиденья (в средней и дорогой комплектации), из минусов - слабое оснащение в базовой комплектации при достаточно большой цене. Внешне 301 похож на остальные автомобили компании, в особенности на флагмана Peugeot 508.

## В России
В России 301 появился только в середине мая 2013 года, хотя изначально он должен был появиться в феврале. Автомобиль адаптирован к российским условиям — он получил увеличенный клиренс, запаску в багажнике, металлическую защиту картера двигателя, а также увеличилась ёмкость аккумулятора и морозоустойчивость электроники. Автомобили поставляются из Испании по цене от 455 900 до 681 900 рублей.
На Украине автомобиль также начал продаваться в 2013 году со схожими комплектациями по цене от 104 600 до 152 300 ₴.

## Citroën C-Elysée
Citroën C-Elysée (Цэ – элизэ́ — от фр. Champs – Elysees — название улицы в Париже) является «клоном» Peugeot 301. От своего собрата C-Elysée отличается иным внешним видом, выполненном в стиле автомобилей Citroën, немного меньшей длиной, и ценой (301 дороже в самой дорогой комплектации с опциями). В остальном автомобили идентичны, собираются они также на одном заводе — в городе Виго, Испания. Автомобиль впервые был объявлен на месяц позже 301. Так же, как и собрат, представлен он был на Парижском автосалоне. 
Российские цены за C-Elysée были объявлены раньше - ещё в 2012 году, от 455 900 до 640 900 рублей. Поставки автомобилей в Россию прекращены в 2016 году из-за низкого спроса.
| Некоторые дополнительные характеристики | [ 15 ]  |
| --------------------------------------- | ------- |
| Передний свес                           | 808 мм  |
| Задний свес                             | 967 мм  |
| Ширина салона спереди на уровне плеч    | 1380 мм |
| Ширина салона сзади на уровне плеч      | 1361 мм |
| Пространство для ног задних пассажиров  | 120 мм  |

## Безопасность
| Euro NCAP                                                           | Euro NCAP | Euro NCAP | Euro NCAP             |
| ------------------------------------------------------------------- | --------- | --------- | --------------------- |
| · общий рейтинг                                                     |           |           |                       |
| 71%                                                                 | 75%       | 54%       | 33%                   |
| взрослый пассажир                                                   | ребёнок   | пешеход   | активная безопасность |
| Протестированная модель: Citroën C-Elysée 1.2 Séduction, LHD (2014) |           |           |                       |

## В автоспорте
Команда Citroën World Touring Car Team стала победителем чемпионата мира по туринговым гонкам в 2014, 2015 и 2016 годов, выступая на модели Citroën C-Elysée WTCC. А её ведущий пилот Хосе Мария Лопес, становился в эти сезоны чемпионом мира в личном зачёте.